# Elecciones municipales de Huancavelica de 1980
Las elecciones municipales de Huancavelica de 1980 se llevaron a cabo el 23 de noviembre de 1980 para elegir al alcalde y al Concejo Provincial de Huancavelica para el periodo 1981-1983. La elección se celebró simultáneamente con elecciones municipales en todo el país. Fueron las primeras elecciones municipales en la provincia desde 1966, tras 12 años de gobierno militar.

## Sistema electoral
La Municipalidad Provincial de Huancavelica es el órgano administrativo y de gobierno de la provincia de Huancavelica. Está compuesta por el alcalde y el Concejo Provincial.
La votación del alcalde y el concejo se realiza en base al sufragio universal, que comprende a todos los ciudadanos nacionales mayores de dieciocho años, empadronados y residentes en la provincia de Huancavelica y en pleno goce de sus derechos políticos, así como a los ciudadanos no nacionales residentes y empadronados en la provincia de Huancavelica.
El Concejo Provincial de Huancavelica está compuesto por 19 regidores elegidos por sufragio directo para un período de tres (3) años, en forma conjunta con la elección del alcalde (quien lo preside). La votación es por lista cerrada y bloqueada. Se asigna a cada lista los escaños según el método d'Hondt.

## Partidos y candidatos
A continuación se muestra una lista de los principales partidos y alianzas electorales que participaron en las elecciones:
| Candidatura | Candidatura | Partidos y alianzas | Candidatos | Candidatos          | Ideología                                               | Ref. |
| ----------- | ----------- | --- | ---------- | ------------------- | ------------------------------------------------------- | ---- |
|             | AP          | Lista - Acción Popular (AP) |            | María Durán Merino  | Humanismo Nacionalismo cívico Reformismo                |      |
|             | IU          | Lista - Izquierda Unida (IU) – Unión de Izquierda Revolucionaria (UNIR) – Unidad Democrático Popular (UDP) – Partido Socialista Revolucionario (PSR) – Partido Comunista Revolucionario (PCR) – Partido Comunista Peruano (PCP) – Frente Obrero Campesino Estudiantil y Popular (FOCEP) |            | Taciano Girón Rojas | Marxismo-leninismo Mariateguismo Socialismo democrático |      |
|             | APRA        | Lista - Partido Aprista Peruano (APRA) |            | Amador Mendoza Ruiz | Aprismo                                                 |      |
|             | PPC         | Lista - Partido Popular Cristiano (PPC) |            | Emma Vargas Gálvez  | Conservadurismo social Humanismo Democracia cristiana   |      |

## Resultados

### Sumario general
|                        |                                 |              |              |              |           |           |
| Partidos y coaliciones | Partidos y coaliciones          | Voto popular | Voto popular | Voto popular | Regidores | Regidores |
| Partidos y coaliciones | Partidos y coaliciones          | Votos        | %            | ±pp          | Total     | +/−       |
|                        | Izquierda Unida (IU)            | 4,587        | 33.95        | n/a          | 7         | n/a       |
|                        | Acción Popular (AP)             | 3,841        | 28.43        | n/a          | 5         | n/a       |
|                        | Partido Popular Cristiano (PPC) | 3,702        | 27.40        | n/a          | 5         | n/a       |
|                        | Partido Aprista Peruano (APRA)  | 1,381        | 10.22        | n/a          | 2         | n/a       |
|                        |                                 |              |              |              |           |           |
| Total                  | Total                           | 13,511       |              |              | 19        | n/a       |
|                        |                                 |              |              |              |           |           |
| Votos válidos          | Votos válidos                   | 13,511       | 65.65        | n/a          |           |           |
| Votos en blanco        | Votos en blanco                 | 2,906        | 14.12        | n/a          |           |           |
| Votos nulos            | Votos nulos                     | 4,162        | 20.22        | n/a          |           |           |
| Votos emitidos         | Votos emitidos                  | 20,579       | 61.77        | n/a          |           |           |
| Abstenciones           | Abstenciones                    | 12,737       | 38.23        | n/a          |           |           |
| Votantes registrados   | Votantes registrados            | 33,316       |              |              |           |           |
|                        |                                 |              |              |              |           |           |
| Fuente:                |                                 |              |              |              |           |           |

### Concejo Provincial de Huancavelica
| Cargo                                | Autoridad electa             | Partido político | Partido político          |
| ------------------------------------ | ---------------------------- | ---------------- | ------------------------- |
| Alcalde Provincial de Huancavelica   | Taciano Girón Rojas          |                  | Izquierda Unida           |
| Concejal Provincial de Huancavelica  | Ernesto Sosa Bustíos         |                  | Izquierda Unida           |
| Concejal Provincial de Huancavelica  | Clodoaldo Ayuque Anccasi     |                  | Izquierda Unida           |
| Concejal Provincial de Huancavelica  | Rodolfo Escobar Jurado       |                  | Izquierda Unida           |
| Concejal Provincial de Huancavelica  | Teófilo Castillo Pari        |                  | Izquierda Unida           |
| Concejal Provincial de Huancavelica  | Orlando Contreras Osorio     |                  | Izquierda Unida           |
| Concejal Provincial de Huancavelica  | Félix Casavilca Mendoza      |                  | Izquierda Unida           |
| Concejal Provincial de Huancavelica  | Fermín Morán Quispe          |                  | Izquierda Unida           |
| Concejal Provincial de Huancavelica  | Glicerio Riveros Capcha      |                  | Acción Popular            |
| Concejal Provincial de Huancavelica  | Juan Ruiz Curipaco           |                  | Acción Popular            |
| Concejal Provincial de Huancavelica  | Eleocadio Villa Riveros      |                  | Acción Popular            |
| Concejala Provincial de Huancavelica | Julia Munarrez Villavicencio |                  | Acción Popular            |
| Concejal Provincial de Huancavelica  | Máximo Quintero Carrasco     |                  | Acción Popular            |
| Concejal Provincial de Huancavelica  | Wenceslao Revolo Rodríguez   |                  | Partido Popular Cristiano |
| Concejal Provincial de Huancavelica  | Indalecio Pino Pimentel      |                  | Partido Popular Cristiano |
| Concejal Provincial de Huancavelica  | Jorge Donaires Sánchez       |                  | Partido Popular Cristiano |
| Concejal Provincial de Huancavelica  | Estanislao Contreras Angulo  |                  | Partido Popular Cristiano |
| Concejal Provincial de Huancavelica  | José Chirinos Olivera        |                  | Partido Popular Cristiano |
| Concejal Provincial de Huancavelica  | Alejandro Gutiérrez Pickman  |                  | Partido Aprista Peruano   |
| Concejal Provincial de Huancavelica  | Rolando Condezo Suárez       |                  | Partido Aprista Peruano   |

## Elecciones municipales distritales

### Sumario general
| Partidos y coaliciones | Partidos y coaliciones          | Voto popular | Voto popular | Voto popular | Alcaldías | Alcaldías |
| Partidos y coaliciones | Partidos y coaliciones          | Votos        | %            | ±pp          | Total     | +/−       |
| ---------------------- | ------------------------------- | ------------ | ------------ | ------------ | --------- | --------- |
|                        | Acción Popular (AP)             |              |              | n/a          | 9         | n/a       |
|                        | Partido Popular Cristiano (PPC) |              |              | n/a          | 5         | n/a       |
|                        | Izquierda Unida (IU)            |              |              | n/a          | 3         | n/a       |
|                        | Partido Aprista Peruano (APRA)  |              |              | n/a          | 0         | n/a       |
|                        |                                 |              |              |              |           |           |
| Total                  | Total                           |              |              |              | 17        | n/a       |
|                        |                                 |              |              |              |           |           |
| Votos válidos          | Votos válidos                   |              |              | n/a          |           |           |
| Votos en blanco        | Votos en blanco                 |              |              | n/a          |           |           |
| Votos nulos            | Votos nulos                     |              |              | n/a          |           |           |
| Votos emitidos         | Votos emitidos                  |              |              | n/a          |           |           |
| Abstenciones           | Abstenciones                    |              |              | n/a          |           |           |
| Votantes registrados   |                                 |              |              |              |           |           |
|                        |                                 |              |              |              |           |           |
| Fuente:                |                                 |              |              |              |           |           |

### Resultados por distrito
La siguiente tabla enumera el control de los distritos de la provincia de Huancavelica.
| Distrito         | Alcalde(sa) electo(a)        | Partido político | Partido político          |
| ---------------- | ---------------------------- | ---------------- | ------------------------- |
| Acobambilla      | Erasmo Surichaqui Amancay    |                  | Acción Popular            |
| Acoria           | Fernando Montalván Galván    |                  | Partido Popular Cristiano |
| Conayca          | Cesario Ramos Carbajal       |                  | Acción Popular            |
| Cuenca           | Alejandro Chávez de la Cruz  |                  | Izquierda Unida           |
| Huachocolpa      | Ambrosio Aguirre Ramos       |                  | Izquierda Unida           |
| Huando           | Sebastián Vilcahuamán Guzmán |                  | Acción Popular            |
| Huayllahuara     | Savina Alonzo Pérez          |                  | Acción Popular            |
| Izcuchaca        | Eugenio Cabanillas Manrique  |                  | Acción Popular            |
| Laria            | Andrés Huarcaya Sinchi       |                  | Partido Popular Cristiano |
| Manta            | Teodomiro Matos Araujo       |                  | Acción Popular            |
| Mariscal Cáceres | Víctor Pariachi Gomez        |                  | Acción Popular            |
| Moya             | Pío Gutiérrez Enriquez       |                  | Acción Popular            |
| Nuevo Occoro     | Leonardo Pariona Alanya      |                  | Partido Popular Cristiano |
| Palca            | Cirilo de la Cruz Taipe      |                  | Izquierda Unida           |
| Pilchaca         | Gerardo Flores Huaroc        |                  | Acción Popular            |
| Vilca            | Eduardo Quispilaya Yauli     |                  | Partido Popular Cristiano |
| Yauli            | Juan Ñahuincopa Lázaro       |                  | Partido Popular Cristiano |